# Relata refero
Relata rèfero, ossia letteralmente, "riferisco cose riferite [da altri]" o "riporto cose riportate", è una frase latina ancora oggi in uso.
È usata per evidenziare l'estraneità di chi sta parlando alle responsabilità comportate da ciò che sta dicendo, sottolineando come quello non sia necessariamente il suo pensiero, ma stia semplicemente riferendo quanto detto da qualcun altro. È usata frequentemente in ambito giuridico.

## Poliptoto
L'espressione è resa particolarmente incisiva dal poliptoto, figura retorica nella quale i due termini di una frase costituiscono diverse coniugazioni dello stesso verbo. L'espressione latina richiama la greca λέγειν τὰ λεγόμενα ('legein ta legomena'), una forma che risale allo storiografo Erodoto, il quale se ne servì in un passaggio per illustrare la sua posizione di storico, tenuto a riferire quanto da lui sentito senza per questo essere obbligato a crederci

## Nella storiografia
In parte il concetto espresso è accostabile anche al prodenda, quia sunt prodita ("da tramandare, giacché sono tramandate") di Plinio il Vecchio, frase di cui il poligrafo latino si serve per enunciare un principio metodologico: riportare e tramandare tutte le notizie per il solo fatto che esse esistano, senza filtri o pregiudizi. Tuttavia, tale criterio di neutralità metodologica, a cui è ispirata l'intera opera di Plinio, segna un netto distacco dalla presa di distanze di Erodoto, ed espone Plinio alle critiche di chi (come Italo Calvino) vede in essa la giustificazione metodologica di un atteggiamento da collezionista di notizie e mirabilia, che incorpora nella sua opera, in maniera acritica, e anzi dandogli risalto, le "credenze più astruse" e trasforma la geografia in un "baraccone di fenomeni viventi".